# Гусєв Володимир Михайлович
Володи́мир Миха́йлович Гу́сєв (23 лютого 1933, Кохма, Івановська область, РРФСР — 7 лютого 2012, Москва, Росія) — російський актор.
Закінчив Всесоюзний державний інститут кінематографії (1957). Працював у Театрі-студії кіноактора.

## Фільмографія
Знімався у фільмах:
- 1955: «Сліди на снігу» — Григорій Петренко
- 1956: «Людина народилась» — Гліб
- 1960: «Нормандія-Німан» — лейтенант Зиков
- 1961: «Мішка, Серьога і я» — Званцев
- 1964: «Зачарована Десна» — Колодуб
- 1968: «Помилка резидента» — Кустов
- 1975: «Діаманти для Марії» — Іван

а також в українських кінокартинах:
- 1956: «Весна на Зарічній вулиці»
- 1959: «Виправленому вірити» — Андрій Коваленко
- 1960: «Катя-Катюша» — Григорій
- 1960: «Спадкоємці» — Матвій
- 1963: «Стежки-доріжки» — Сенька
- 1964: «Бухта Олени» — Андрій
- 1972: «Життя та дивовижні пригоди Робінзона Крузо»
- 1975: «Дивитися в очі»